# Liga Guadalupense de Fútbol
La Liga Guadalupense de Fútbol (en francés: Ligue Guadeloupéenne de Football; abreviado LGF) es una asociación que reagrupa los clubes de fútbol del departamento de ultramar de Guadalupe y se encarga de la organización de la Liga de Guadalupe, la Copa de Guadalupe y los partidos internacionales de la Selección de fútbol de Guadalupe.
La liga regional de Guadalupe se fundó en 1958. Está afiliada y subordinada a la Federación Francesa de Fútbol, pero dispone de un acuerdo especial con la Concacaf de la que es un miembro asociado desde 1964, y desde 1965 es un miembro asociado de la FIFA.